# Alexandre e Outros Heróis
Alexandre e Outros Heróis é uma coletânea que reuniu três obras do escritor brasileiro Graciliano Ramos:
- Histórias de Alexandre (contos - infanto-juvenis),
- Pequena História da República (crônicas - infanto-juvenis)
- A Terra dos Meninos Pelados (contos - infanto-juvenis).

A primeira edição de Alexandre e Outros Heróis surgiu em 1962, 9 anos após a morte de Graciliano Ramos. Tratado como “obra póstuma” à época, a coletânea reúne três livros direcionados ao público infanto-juvenil, dois dos quais já haviam sido publicados anteriormente. Histórias de Alexandre, que abre a coletânea, foi concluído em 1940 e publicado quatro anos depois; A Terra dos Meninos Pelados, de 1937, saiu em livro no ano de 1939, e Pequena História da República, escrito em 1940, foi o único publicado postumamente, na década de 60.

## Adaptações
Em 2012, o diretor Antônio Karnewale dirigiu uma adaptação do romance para o teatro para a série Contos Brasileiros, patrocinada pelo CCBB-Rio de Janeiro.
Em 2013, em homenagem aos 60 anos de morte de Graciliano Ramos, uma versão para a TV foi produzida pela Rede Globo, com direção de Luiz Fernando Carvalho e o ator Ney Latorraca no papel do personagem folclórico Alexandre..